# Humanoid z pustyni Atakama
Humanoid z pustyni Atakama (znany jako Ata) – szkielet ludzkiego płodu o długości 6 cali (15 cm), znaleziony w 2003 w opuszczonym chilijskim miasteczku na pustyni Atakama. Analiza DNA przeprowadzona w 2018 wykazała niezwykłe mutacje związane z karłowatością i skoliozą, choć ustalenia te zostały później zakwestionowane. Szczątki zostały znalezione przez Oscara Muñoza, który później je sprzedał. Obecnym właścicielem szkieletu jest hiszpański biznesmen Ramón Navia-Osorio.

## Analiza i badania szkieletu
Ufolog Steven M. Greer, twierdzi że Ata jest istotą pozaziemską. Takie spekulacje doprowadziły do włączenia sprawy szkieletu do nakręconego w 2013 filmu dokumentalnego Sirius. Zwróciło to uwagę genetyka Garry’ego P. Nolana z Uniwersytetu Stanforda, który skontaktował się z zespołem produkcyjnym filmu i przeanalizował szczątki humanoida.
Wyniki przeprowadzonej przez Nolana analizy DNA okazały się niezgodne ze spekulacjami, że szkielet może być pochodzenia pozaziemskiego. Chociaż początkowo uważano je za starsze, szczątki płodu datowane zostały na późne lata 70. XX wieku. Ata ma czaszkę o nieregularnym kształcie i 10 żeber (w przeciwieństwie do 12 u dorosłych ludzi) i potencjalne oznaki akrocefalii. Biorąc pod uwagę, że szew czołowy czaszki jest bardzo otwarty, a ręce i stopy nie są w pełni skostniałe, anatom i paleoantropolog William Jungers zasugerował, że był to ludzki płód, który urodził się przedwcześnie i zmarł przed porodem lub krótko po nim. Alternatywną hipotezą Nolana jest to, że Ata miała kombinację zaburzeń genetycznych, które doprowadziły do poronienia płodu przed terminem, a radiolog dziecięcy Ralph Lachman powiedział, że sama karłowatość nie może wyjaśnić wszystkich cech stwierdzonych u płodu. Analiza DNA przeprowadzona przez Nolana sugerowała, że Ata pochodził z zachodniego regionu Ameryki Południowej.
W marcu 2018 Nolan opublikował dodatkowe wyniki, stwierdzając że płód miał rzadkie zaburzenie starzenia się kości, a także inne mutacje genetyczne w genach związanych z karłowatością, skoliozą i nieprawidłowościami w mięśniach oraz szkielecie. Naukowcy zidentyfikowali 64 niezwykłe mutacje w 7 genach powiązanych z układem szkieletowym i zauważyli, że znalezienie tak wielu mutacji, które specyficznie wpływają na rozwój szkieletu, nigdy wcześniej nie było zgłaszane.